# Schloss Neufraunhofen

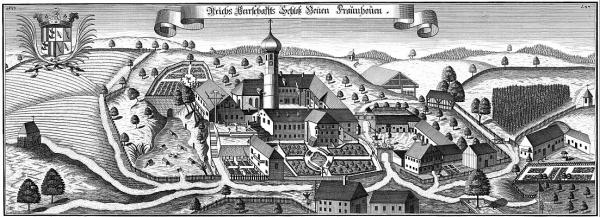
Schloss Neufraunhofen um 1700 nach Michael Wening

Schloss Neufraunhofen ist ein in Neufraunhofen im niederbayerischen Landkreis Landshut gelegenes Schloss mit angeschlossener Kirche. Die überwiegend barocke Anlage befindet sich heute in Privatbesitz. Sie ist als Baudenkmal mit der Nummer D-2-74-154-2 beim Bayerischen Landesamt für Denkmalpflege eingetragen. „Untertägige mittelalterliche und frühneuzeitliche Befunde im Bereich des Schlosses und der Kath. Schlosskirche St. Johannes Baptist und Mariä Empfängnis von Neufraunhofen, darunter Spuren von Nebengebäuden, Vorgängerbauten bzw. älterer Bauphasen“ werden auch als Bodendenkmal unter der Aktennummer D-2-7639-0028 geführt.

## Geschichte
Laut einer von Georg Graf von Soden-Fraunhofen verfassten Chronik befand sich an der Stelle, an der sich heute das Dorf Neufraunhofen ausbreitet, ursprünglich ein Edelsitz mit Namen Öd, der erstmals 1180 urkundlich erwähnt wurde. Das ist das Jahr, in dem Otto von Wittelsbach nach der Absetzung Heinrichs des Löwen durch Kaiser Barbarossa zum Herzog von Bayern ernannt wurde. Die Herren von Öd übten am Hof der Wittelsbacher das Schenkenamt aus, wodurch ihr Stammsitz Öd, was so viel wie Vatergut, in der Einöde liegender Erbhof bedeutet, den Namen Schenkenöd erhielt.
Um 1390 übernahm Wilhelm von Fraunhofen den Sitz und ließ ihn mit Zustimmung des römisch-deutschen Königs Wenzel in Neuen Fraunhofen umbenennen, während sein Vetter in Fraunhofen blieb, das nunmehr Alten Fraunhofen (heute Altfraunhofen) genannt wurde. Alt- und Neufraunhofen waren Reichslehen, die nur dem Kaiser unterstanden. Um die Wende zum 15. Jahrhundert  erweiterte Wilhelm von Fraunhofen den Edelsitz durch Ankauf des umliegenden Landes und baute ihn (etwa zwischen 1393 und 1417) zum Schloss aus. Unter anderem ließ er 1409 den gotischen Vorgängerbau der heutigen Schlosskirche errichten.
Die heutigen Schlossgebäude gehen im Wesentlichen auf mehrere Bauperioden ab dem 17. Jahrhundert zurück. Johann Franz von Fraunhofen ließ 1630 den Nordflügel des Herrschaftsgebäudes erbauen. Johann Franz Ignatius von Fraunhofen ließ 1709/14 die heutige Schlosskirche erbauen und 1718 den Süd- und Ostflügel des Herrschaftsgebäudes erhöhen und erweitern. Auch die Nebengebäude und die Torbauten stammen überwiegend aus dem 18. Jahrhundert. Durch den Reichsdeputationshauptschluss 1803 wurden die reichsunmittelbare Herrschaft der Reichsfreiherren von Fraunhofen mediatisiert. Ende 1805 wurden die beiden Ortschaften Alt- und Neufraunhofen durch die Rheinbundakte dem Königreich Bayern eingegliedert.
Mit Carl August Freiherr von Fraunhofen endete 1865 die männliche Linie. Der königliche Kämmerer und erbliche Reichsrat der bayerischen Krone setzte seinen Neffen Maximilian Freiherrn von Soden, geboren 1844 in Ludwigsburg, als Erben ein, der sich nun Maximilian von Soden-Fraunhofen nannte. Er wurde als Staatsminister 1916 von König Ludwig III. in den erblichen Grafenstand erhoben und starb 1922. Das Schloss ist bis heute im Besitz seiner Familie.

## Beschreibung

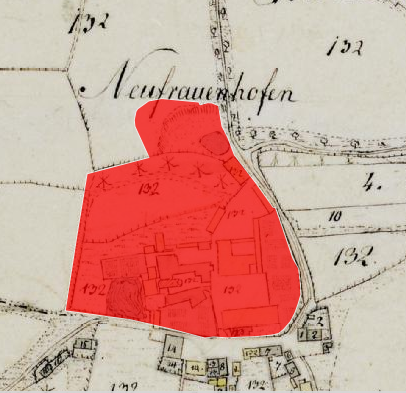
Lageplan von Schloss Neufraunhofen auf dem Urkataster von Bayern

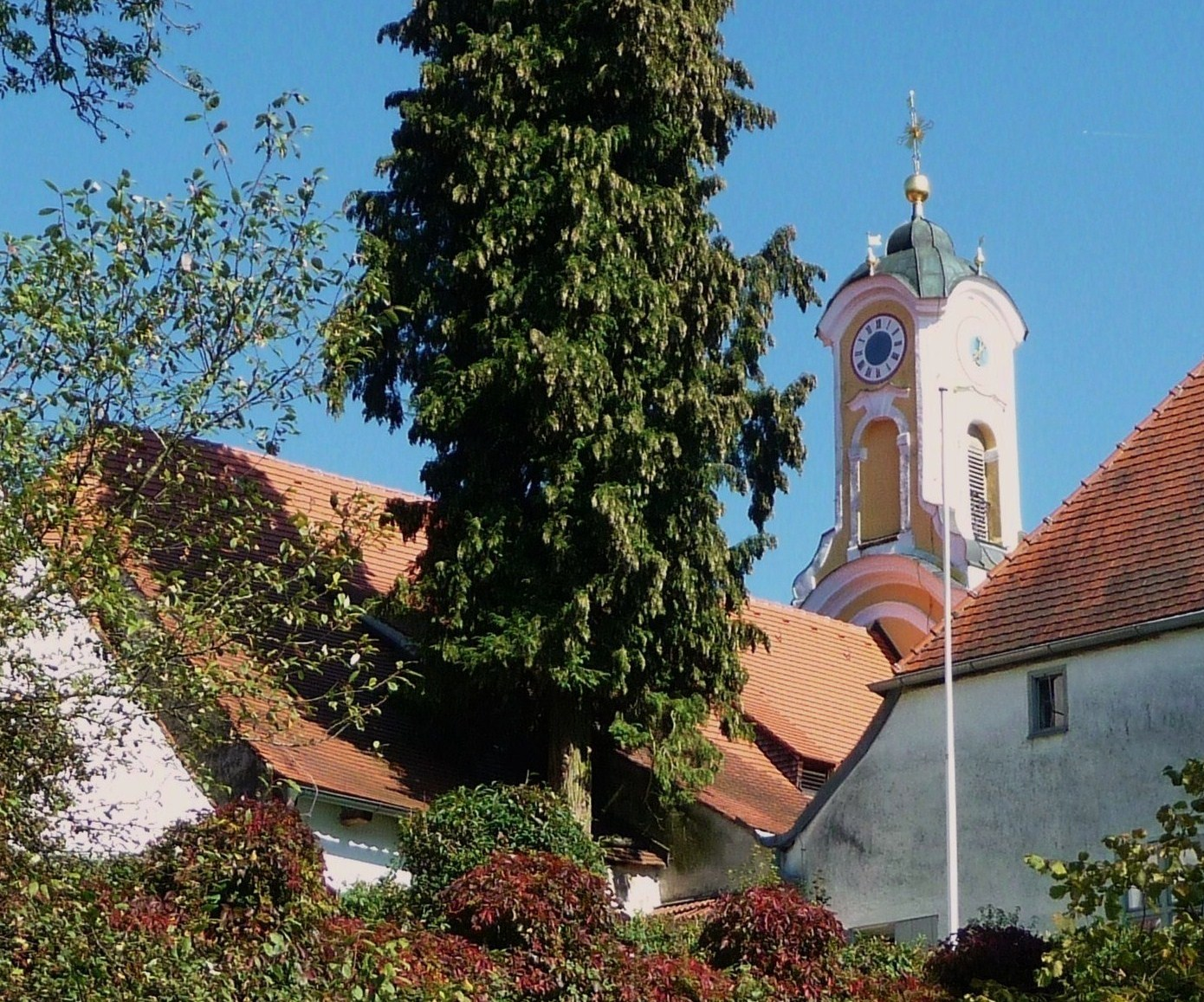
Schloss mit Schlosskirche St. Johannes der Täufer

Das Schloss Neufraunhofen ist eine umfangreiche, unregelmäßige Barockanlage. Die von Süden durch einen mit Lisenen gegliederten Torbogen führende Zufahrtsstraße trennt die Anlage in einen westlichen und östlichen Teil. Zwischen dem Herrschaftsgebäude dem nördlichen Wirtschaftsgebäude durchquert sie einen Zwischenbau mit drei Fensterachsen, der im Erdgeschoss eine korbbogig überwölbte Durchfahrt besitzt. Sie verlässt den Schlossbereich in der Nordostecke des Brauereihofs durch einen korbbogigen Torbogen, der mit Pilastern und einem kräftigen Gesims gegliedert ist.

### Westlicher Teil
Der westliche Teil der Schlossanlage umfasst das dreiflüglige Herrschaftsgebäude, das einen länglichen, viereckigen Innenhof im Süden, Osten und Norden umschließt. Von Westen springt die Schlosskirche in den Innenhof ein. Westlich der Kirche befindet sich das ehemalige Kapuzinerhospiz. Nordwestlich der Herrschaftsgebäude liegt der Brauereihof, der im Süden, Osten und Norden von Gebäuden umschlossen ist. An den westlichen Teil der Schlossanlage grenzt im Süden, Westen und Norden ein ursprünglich barocker, später erweiterter Park an.
Die Herrschaftsgebäude haben Walmdächer und sind zweigeschossig mit Ausnahme der Südostecke und eines südlichen Vorbaus; diese sind dreigeschossig. Die Gebäude sind außen schlicht gestaltet und mit rustizierender, teils rekonstruierter Fassadenmalerei verziert. Der südliche und östliche Flügel der Herrschaftsgebäude gehen im Kern auf den ab 1393 errichteten Schlossbau zurück und wurden 1718 erhöht und erweitert. Der Südflügel öffnet sich zur Hofseite hin durch sechs Arkadenbögen. Zur Straßenseite hin ist er unregelmäßig gegliedert. An die westliche Hälfte mit sechs Fensterachsen schließt sich bereits erwähnte südliche Vorbau an, der unten fünf, oben zwei Fensterachsen hat. In den Winkel zwischen dem Vorbau und dem nur kurzen östlichen Teil des Südflügels ist ein einachsiger Anbau eingefügt. An der Südostecke der Herrschaftsgebäude springt im ersten Obergeschoss ein dreiseitiger Erker mit profilierter Kragung aus. Der Ostflügel umfasst vier Fensterachsen. In der südlichen Achse ist im Erdgeschoss eine tonnengewölbte Durchfahrt eingebaut, die eine Verbindung von der bereits erwähnten Zufahrtsstraße zum Schlosshof herstellt. Der Nordflügel, der erst 1630 angebaut wurde, besitzt zur Hofseite hin acht Fensterachsen. Im Winkel zwischen Nord- und Ostflügel ist ein zweiarmiger, offener Treppenaufgang in das erste Obergeschoss angeordnet. Die Überdachung ruht auf fünf quadratischen Pfeilern.
Die Innenräume der Herrschaftsgebäude sind größtenteils einfach gestaltet. Die Erdgeschossräume sind überwiegend gewölbt. Im Südflügel besitzen sie ein Tonnengewölbe, das auf Binnenpfeilern ruht. Im Obergeschoss sind ausschließlich Flachdecken anzutreffen, einige davon mit einfachem, barockem Rahmenstuck. Im Südflügel läuft entlang der Hofseite im ersten Obergeschoss ein schmaler Gang, der als Ahnengalerie mit Porträtgemälden ab dem 17. Jahrhundert eingerichtet ist. Im Nordflügel befinden sich im Billardzimmer ein offener Kamin im Stile des frühen Rokoko und im Bibliothekszimmer ein klassizistischer Kachelofen.
An den Brauereihof grenzen die ehemaligen Brau- und Bierkellergebäude, massive Satteldachbauten aus dem 18. Jahrhundert, sowie die ehemalige Schmiede, ein zweigeschossiger, massiver Satteldachbau aus der Zeit um 1840, an. Der Schlosspark wurde ursprünglich in der Barockzeit angelegt und um 1830/40 sowie zwischen 1880 und 1914 erweitert. Im Park befindet sich nordwestlich des Brauereihofs eine Votivkapelle, ein neugotischer Blankziegelbau aus der Zeit um 1880, der einen Dachreiter mit Spitzhelm besitzt.

### Östlicher Teil
Der östliche Teil der Schlossanlage umfasst im Wesentlichen die Wirtschaftsgebäude, die südlich und nördlich an einen großen, rechteckigen Ökonomiehof angrenzen. In dessen Mitte befindet sich ein Flieder-Rondell. Der südliche Teil der Wirtschaftsgebäude umfasst das ehemalige Verwaltungsgebäude aus dem 18. Jahrhundert, einen zweigeschossigen Bau mit Krüppelwalmdach und den daran anschließenden Stadel, einen massiven Satteldachbau, der im 19. Jahrhundert erneuert wurde. Den nördlichen Teil bilden die ehemaligen Stallungen, ein L-förmiger Gebäudekomplex, der 1753 erbaut und um 1840 verändert wurde. Sowohl der gewölbte Marstall im Erdgeschoss als auch der sogenannte Fraunhofen-Saal im Obergeschoss werden heute für Veranstaltungen unterschiedlicher Art genutzt. Der nach Norden weisende Flügel ist als Schweizerhaus gestaltet und nicht öffentlich zugänglich.
Nördlich der Wirtschaftsgebäude befinden sich das um 1920 erbaute Gärtnerhaus, ein zweigeschossiges, massives Gebäude mit Zeltdach, und eine Remise, ein Holzständerbau mit Bundwerk und Satteldach, der wohl aus dem 18. Jahrhundert stammt.

## Schlosskirche St. Johann Baptist
Die Schlosskirche St. Johann Baptist gehörte früher zur Pfarrei St. Peter in Velden. Seit 1920 ist sie durch die Stiftung der gräflichen Familie Sitz einer Kuratie, die heute wieder Teil des Pfarrverbands Velden ist. Zur Kuratie Neufraunhofen gehört die Filialkirche St. Georg in Georgenzell.

### Geschichte
Die Kirche wurde auf den gotischen Grundmauern von 1409 errichtet. Das Langhaus wurde 1709, der Chor 1714 fertiggestellt. 1715 wurde der Bau dem heiligen Johannes dem Täufer und der Maria Immaculata geweiht. Zunächst wurde der bestehende, im frühen 15. Jahrhundert erbaute Rundturm, südlich an das Langhaus angrenzend, als Kirchturm verwendet. Gemäß dem Kupferstich von Michael Wening wies er eine Ähnlichkeit zu den Türmen der Pfarrkirche Heilig Blut in Berg ob Landshut auf. Er wurde jedoch mit einem achteckigen Barockaufsatz mit Zwiebelkuppel versehen. In den 1730er Jahren wurde die Kirche gegen Norden um ein Seitenschiff erweitert. Um 1753/55 entstand auf der Westseite eine Rokokofassade mit dem heutigen Turm. Dafür sprechen neben dem Glockendatum 1753 große Bauausgaben, die in den Jahren 1754/55 getätigt wurden.
Im Jahr 1977 wurde die Schlosskirche renoviert. Dabei wurde unter anderem die barocke Ausmalung restauriert und konserviert.

### Architektur
Die Kirche ist aus städtebaulichen Gründen nach Westen ausgerichtet. Der gegenüber dem Hauptschiff nicht eingezogene Chor mit einem Joch schließt außen im Halbkreis, innen dreiseitig. Das Langhaus umfasst zwei Schiffe: das an den Chor anschließende Hauptschiff mit vier Jochen (möglicherweise wurde das östliche Joch gleichzeitig mit der Rokokofassade erbaut), das im Osten mit einer geschweiften Rundung schließt, und das nördliche Seitenschiff mit drei Jochen. Die Sakristei ist südlich am Chor angebaut und öffnet sich im Obergeschoss zu einem Oratorium in den Kirchenraum. Der Außenbau wird durch Pilaster gegliedert.
Von besonderem Interesse ist die westliche Rokokofassade, die zum Innenhof der Schlossanlage weist. Aus geschweiften Fassade entwickelt sich der Turm, der auf das Gewölbe des östlichen Langhausjochs aufgesetzt ist. Die Fassade weist eine Dreiteilung auf. Der größere untere Teil reicht etwa bis zur Höhe des Dachansatzes (des Satteldachs von Langhaus und Chor) und endet mit einem kräftigen Gesims. Er wird durch zwei ionisierende Pilaster gegliedert, die das mit Rokokoschnitzwerk verzierte Portal flankieren. In einer stichbogigen Nische über dem Portal befindet sich eine lebensgroße Holzfigur des heiligen Franziskus. Der zweite Teil bildet ein Übergangsgeschoss und zugleich den Unterbau des Turms. Er endet mit einem kräftigen Gurtgesims auf Firsthöhe, das auf der Ost- und Westseite in Form eines geschweiften Giebels ausgebildet ist. Leicht geschwungene Pilaster begrenzen das sich nach oben hin verjüngende Giebelfeld, in dessen Mitte eine Rundbogennische mit einer lebensgroßen Holzfigur des Christus Salvator angeordnet ist. Den oberen Teil bildet der eigentliche Turm. Er ist im Grundriss quadratisch und wird durch schräg gestellte Eckpilaster gegliedert. Die hohen rundbogigen Schallöffnungen sind ähnlich wie die Figurennischen in den unteren Fassadenteilen ausgeführt. Den oberen Abschluss des Turms bildet eine Flachkuppel über vier Segmentgiebeln, die jeweils ein Ziffernblatt der Turmuhr enthalten. Besonders in der Umgebung des Portals und der beiden Figurennischen sind Rokokostuckaturen in unterschiedlichen Formen zu finden. Der Baumeister ist unbekannt.
Der Innenraum wird von einem flachen Tonnengewölbe mit Stichkappen und Gurtbögen überspannt. Das östliche Langhausjoch weist, abweichend davon, eine querovale Kuppel auf. Die Wände werden durch verkröpfte Pilaster gegliedert. Deren Kapitelle und das Gebälk sind reich profiliert, weisen jedoch nur eine geringe Ausladung auf. Am Gewölbe und an dem stichbogigen Chorbogen befinden sich Stuckrahmenfelder und ornamentale Bemalungen. Im östlichen Langhausjoch ist eine Doppelempore mit geschweiften, mit Stuckrahmenfeldern verzierten Brüstungen eingezogen.

### Ausstattung
Die Innenausstattung im Barock- und Rokokostil entstand etwa zwischen 1715 und 1750.
Der Hochaltar von 1715 besitzt einen stattlichen, marmorierten Barockaufbau mit vier Rundsäulen. Anstelle des Altarblatts enthält er eine gleichzeitige Holzfigur der heiligen Maria in einem goldverzierten, roten Samtmantel. Sie trägt in der Linken das Jesuskind, in der Rechten das Zepter. Die Figur ist von einem Strahlenkranz hinterfangen. In dem von Voluten flankierten Auszug befindet sich ein Gemälde der heiligen Barbara. Auf dem Gebälk stehen seitlich Figuren Johannes’ des Täufers und Johannes’ des Evangelisten. Am Gebälk ist außerdem ein Wappen der Soden-Fraunhofen angebracht.
Der nördliche (rechte) Seitenaltar wurde um 1750 im Rokokostil ausgeführt. Er besitzt zwei Säulen und ist seitlich mit Rokokoschnitzwerk verziert. Auf dem Altarblatt befindet sich eine Darstellung des heiligen Antonius von Padua, darunter ein Schrein mit einer Reliquie des heiligen Simplicius. Der südliche (linke) Seitenaltar wurde um 1740 geschaffen. Der Aufbau umrahmt das Oratorienfenster. Er wird von zwei Volutenpilastern mit Karyatiden getragen und weist ein stark geschweiftes Gebälk mit Engelsfiguren und Baldachin auf. Die Seitenaltäre sind zu beiden Seiten des westlichen Langhausjochs aufgestellt und flankieren den Volksaltar, der aus Teilen der ehemaligen Kommunionbank zusammengesetzt wurde.
Die Kanzel auf der Evangelienseite wurde um 1740 im Stile des frühen Rokoko geschaffen und ist reich mit zeittypischem Schnitzwerk verziert. Korpus und Schalldeckel weisen eine geschwungene Form auf. Auch die Beichtstühle, Stuhlwangen und die Eingangstür wurden um 1740/50 geschaffen und sind mit Rokokoschnitzwerk verziert. In der Kirche befinden sich außerdem zahlreiche Epitaphien der Schlossherrn von Soden-Fraunhofen aus dem 15. bis 19. Jahrhundert.

### Orgel
Die Orgel wurde 1892 von Georg Friedrich Steinmeyer aus Oettingen erbaut und zuletzt 2021 von der Firma Orgelbau Schreier aus Thierhaupten restauriert. Das Kegelladeninstrument mit mechanischen Spiel- und Registertrakturen umfasst sieben Register auf einem Manual und Pedal sowie einen freistehenden Spieltisch. Das Instrument befindet sich auf dem oberen Emporengeschoss. Es ist hinter einem Neorenaissance-Prospekt von 1892 eingebaut. Dieser wird von Pilastern mit korinthisierenden Kapitellen gegliedert, wobei sich letztere durch ihre Vergoldung von dem im Übrigen altweiß gefassten Gehäuse abheben. Dazwischen sind drei Rundbogennischen angeordnet, in denen die Prospektpfeifen ihren Platz haben. Den oberen Abschluss des Prospekts bildet ein teils vergoldetes Tempelgesims. Die Disposition lautet wie folgt:
| I Manual C–f3 |            |       |
| 1.            | Principal  | 8′    |
| 2.            | Gamba      | 8′    |
| 3.            | Salicional | 8′    |
| 4.            | Gedeckt    | 8′    |
| 5.            | Octav      | 4′    |
| 6.            | Mixtur III | 2 ⁄3′ |

| Pedal C–d1 |         |     |
| 7.         | Subbass | 16′ |

- Koppel: I/P
- Spielhilfe: mechanischer Plenotritt

## Ehemaliges Kapuzinerhospiz
Das Kapuzinerhospiz wurde 1716/17 eingerichtet und 1803 im Zuge der Säkularisation aufgehoben. Ab 1853 war in dem Hospiz eine von den Armen Schulschwestern betreute Mädchenschule untergebracht. Das Gebäude befindet sich westlich der Schlosskirche. Es handelt sich dabei um einen schlichten Rechteckbau mit fünf auf fünf Fensterachsen. Unter einem Steilsatteldach sind ein Vollgeschoss und zwei Giebelgeschosse untergebracht.

## Tafernwirtschaft
Südlich des Schlosses, durch die Straße Hofmark von diesem getrennt, befindet sich die Tafernwirtschaft (Hofmark 11). Diese ist als separates Baudenkmal mit der Nummer D-2-74-154-3 in der Bayerischen Denkmalliste ausgewiesen. Die einfache, zweigeschossige Rechteckanlage mit sieben auf vier Fensterachsen dürfte um 1670 entstanden sein. Sie umfasst ein Blockbau-Obergeschoss und ein flaches Satteldach. Im Gastzimmer befindet sich eine Flachdecke mit einem qualitätvollen, kerbschnittartig geschnitzten Stützpfeiler aus der Erbauungszeit der Wirtschaft. Er ähnelt den Emporenpfeilern in der Pfarrkirche Mariä Namen in Gundihausen und der Frauenkirche Bayerbach.